# John McCrae
El teniente coronel John McCrae Alexander, MD (30 de noviembre de 1872-28 de enero de 1918) fue un poeta canadiense, médico, autor, artista y soldado durante la Primera Guerra Mundial, y cirujano durante la Segunda Batalla de Ypres, en Bélgica. Es conocido especialmente por escribir el famoso poema "In Flanders Fields" (En los Campos de Flandes, en español) como homenaje a los caídos. McCrae murió de neumonía.

## Biografía
McCrae nació en "McCrae House" en Guelph (Ontario) hijo del teniente coronel David McCrae y de Janet Simpson Eckford, y nieto de inmigrantes escoceses. Su hermano, el Dr. Thomas McCrae, se convirtió en profesor de medicina en la Escuela de Medicina Johns Hopkins en Baltimore y era estrecho colaborador de Sir William Osler.
Estudió en el Instituto Profesional Colegiado Guelph. Fue ascendido a capitán y finalmente dirigió la compañía. Se tomó un año de descanso de sus estudios en la universidad debido sus problemas de asma.
Entre sus documentos de la Casa McCrae existe una carta que escribió el 18 de julio de 1893 para Laura Kains, cuando se entrenaba como artillero en el Colegio Militar Real de Canadá en Kingston (Ontario): "(...) Tengo un sirviente... De hecho, es un lugar bastante elegante... Mis ventanas dan directamente a la bahía, y están justo al borde del agua; hay una buena cantidad de barcos actualmente en el puerto; y el río se ve muy bonito".
En 1894 ocupaba el puesto maestro residente en inglés y matemáticas en la Universidad Agrícola de Ontario, en Guelph. 
Regresó a la Universidad de Toronto y completó su licenciatura, luego regresó de nuevo para estudiar medicina con una beca. Mientras asistía a la universidad se unió a la fraternidad Zeta Psi (capítulo Theta Xi, promoción de 1894) y publicó sus primeros poemas.
Mientras estaba en la escuela de medicina, fue tutor de otros estudiantes para ayudar a pagar su matrícula. Dos de sus estudiantes se encontraban entre las primeras médicas de Ontario.

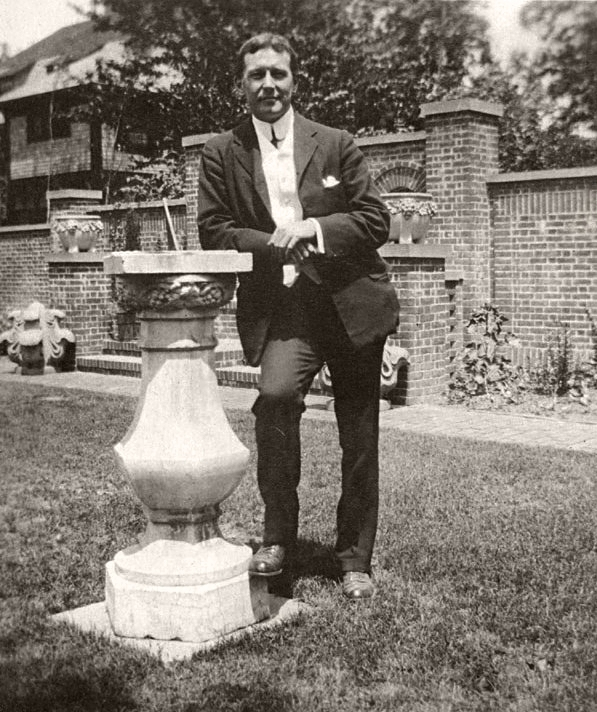
John McCrae in 1912

McCrae se graduó en 1898. Primero fue oficial interno residente en el Hospital General de Toronto y luego, en 1899, en el Hospital Johns Hopkins de Baltimore (Maryland). En 1900, McCrae sirvió en Sudáfrica como teniente en el Regimiento Real de Artillería Canadiense (RCA) durante la segunda guerra bóer (1899-1902), y a su regreso fue nombrado profesor de patología en la Universidad de Vermont, donde enseñó hasta 1911; también enseñó en la Universidad McGill en Montreal (Quebec).
En 1902, fue nombrado residente patólogo en el Hospital General de Montreal y más tarde se convirtió en asistente del patólogo en el Hospital Royal Victoria en Montreal. En 1904, en el Hospital Royal Victoria, fue nombrado asociado en medicina. Más tarde, ese mismo año, se trasladó a Inglaterra, donde estudió durante varios meses y se convirtió en miembro del Royal College of Physicians.
En 1905, estableció su propia práctica aunque continuó trabajando y dando conferencias en varios hospitales. Ese mismo año, fue nombrado patólogo del Hospital de Expósitos y Bebés de Montreal. En 1908, fue nombrado médico del Hospital Alexandra de Enfermedades Contagiosas.
En 1910, acompañó a Lord Grey, el Gobernador General de Canadá, en un viaje en canoa a la Bahía de Hudson para servir como médico de la expedición. Lord Gray se maravilló de su capacidad para contar historias: "fuiste capaz de batir el récord de Las mil y una noches, porque creo que las 3000 millas de nuestros viajes fueron iluminadas por tantas historias".
McCrae fue el coautor, junto con J. G. Adami, de un manual de patología para estudiantes de Medicina: A Text-Book of Pathology for College Students of Medicine (1912; 2 ª edición, 1914). También fue miembro fundador del Club Universitario de Montreal.
McCrae le propuso matrimonio a su cuñada Nona Gwyn, pero fue rechazado. Aparte de las cartas semanales a su madre, el poeta era muy reservado sobre cualquier relación romántica y en ocasiones se ha pensado que era homosexual. Sin embargo, según John F. Prescott, uno de sus biógrafos, y según Bev Dietrich, la curadora de la Casa-Museo McCrae, no hay evidencias de que McCrae fuera gay.

## Primera Guerra Mundialy muerte
Cuando Gran Bretaña declaró la guerra a Alemania en el inicio de la Primera Guerra Mundial, Canadá, al ser un dominio dentro del Imperio Británico, estaba también en guerra contra Alemania. McCrae fue designado como cirujano en el campo de la artillería canadiense y estuvo a cargo de un hospital de campaña durante la Segunda batalla de Ypres en 1915. Amigo de McCrae y antiguo alumno, el teniente Alexis Helmer, [3] fue muerto en la batalla, y su entierro inspiró el poema "In Flanders Fields".
A partir del 1 de junio de 1915, a McCrae se le ordenó alejarse de la artillería para establecer el Hospital General Canadiense No. 3 en Dannes-Camiers, cerca de Boulogne-sur-Mer, al norte de Francia. Durante ocho meses, el hospital operó en tiendas de campaña, donadas por Kaikhusrau Jahan, Begum de Bhopal y enviadas desde la India), pero después de sufrir tormentas, inundaciones y heladas, se trasladó en febrero de 1916 al antiguo colegio de los jesuitas en Boulogne-sur-Mer. C. L. C. Allinson informó que McCrae "me dijo de manera muy poco militar lo que pensaba de ser transferido a los médicos y ser apartado de sus amadas armas. Sus últimas palabras para mí fueron: 'Allinson, todos los malditos médicos del mundo no ganarán esta guerra sangrienta: lo que necesitamos es más y más combatientes.'"
"En los campos de Flandes" apareció anónimamente en la revista Punch el 8 de diciembre de 1915, pero en el índice de ese año, McCrae fue nombrado como el autor (aunque con el apellido mal escrito, como McCree). Los versos se convirtieron rápidamente en uno de los poemas más populares de la guerra, utilizados en innumerables campañas de recaudación de fondos y traducidos con frecuencia (una versión latina comienza con las palabras In agro belgico...). "En los campos de Flandes" también se imprimió ampliamente en los Estados Unidos, que estaba contemplando unirse a la guerra, junto con un añadido escrito por RW Lillard, ("... No temáis haber muerto para nada, / La antorcha que nos lanzasteis la hemos cogido...").
McCrae, ahora "un nombre familiar, aunque frecuentemente mal escrito", consideró su repentina fama con cierto regocijo, deseando que se imprimiera correctamente su poema y, según escribe su biógrafo, dándose por "satisfecho si el poema permitía a los hombres ver cuál era su deber".
El 28 de enero de 1918, mientras aún estaba al mando del Hospital General Canadiense No. 3 (McGill) en Boulogne, McCrae murió de meningitis causada por un neumococo en el Hospital General Británico en Wimereux (Francia). Fue enterrado al día siguiente en el cementerio de Wimereux, en la sección de la Comisión de tumbas de guerra de la Commonwealth, a solo un par de kilómetros de la costa de Boulogne, con todos los honores militares. Su ataúd, cubierto con una bandera, fue transportado en un armón, acompañado de un nutrido cortejo fúnebre, entre los cuales se encontraban Sir Arthur Currie y muchos de los amigos y del personal de McCrae. La lápida de McCrae está colocada plana, al igual que todas las demás de la sección, debido a que el suelo, muy arenoso, es inestable.

## En los campos de Flandes

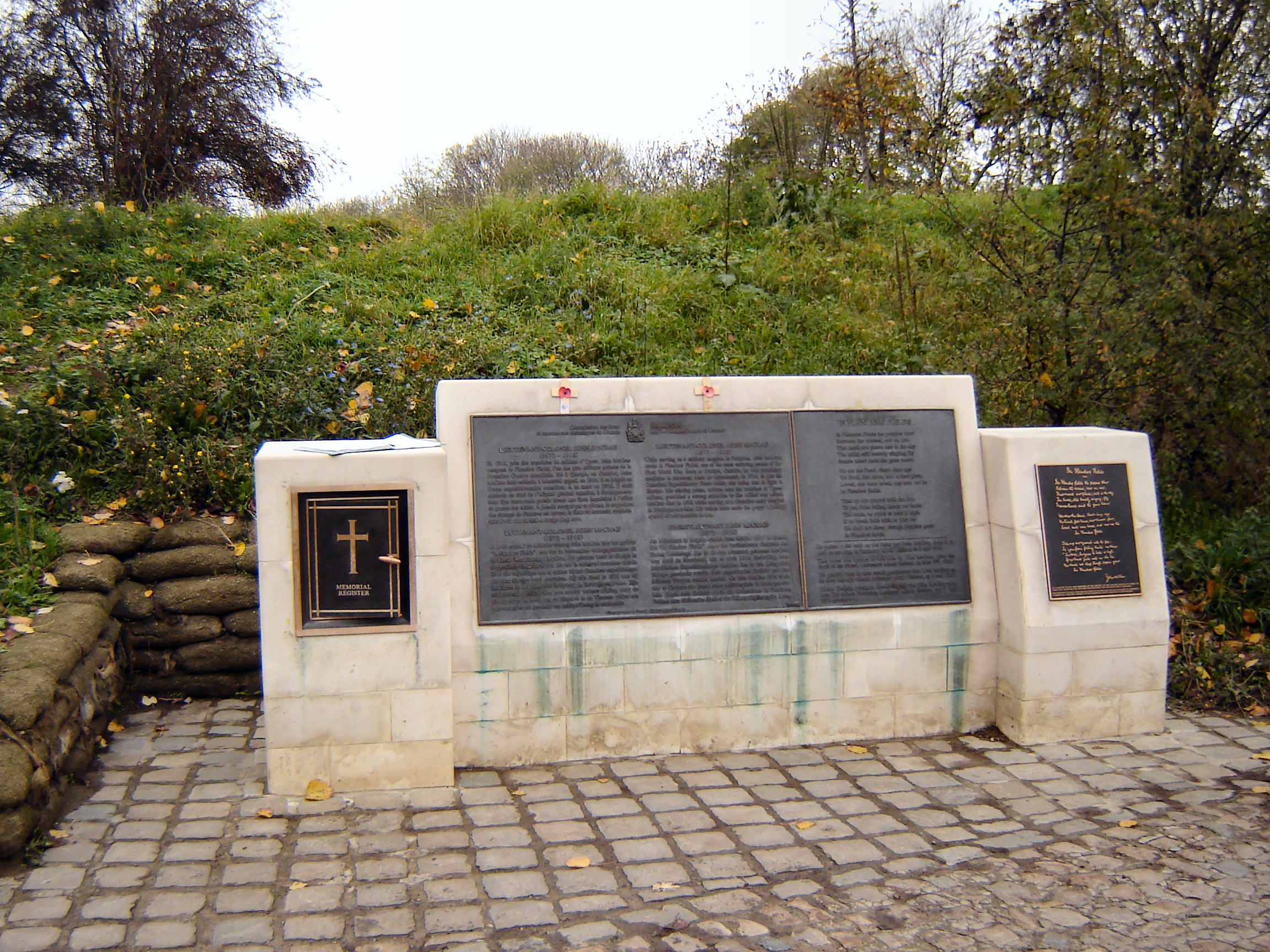
Monumento en recuerdo de John McCrae y su poema "En los campos de Flandes", situado en Boezinge, Ypres, Provincia de Flandes Occidental, Bélgica

Después de la muerte de McCrae, en 1918, se publicó una antología de sus poemas con el título In Flanders Fields and Other Poems (En los Campos de Flandes y otros poemas). El texto del poema es el siguiente:
En los campos de Flandes
crecen las amapolas.
Fila tras fila
entre las cruces que marcan nuestras tumbas.
Y en el cielo aún vuela y canta la valiente alondra,
su voz apagada por el fragor de los cañones.

Somos los muertos.
Hace pocos días vivíamos,
cantábamos auroras, veíamos el rojo del crepúsculo,
amábamos, éramos amados.
Ahora yacemos, en los campos de Flandes.

Contra el enemigo proseguid nuestra lucha.
Tomad la antorcha que os arrojan nuestras manos exangües.
Mantenedla bien en alto.
Si faltáis a la fe de nosotros los muertos,
jamás descansaremos,
aunque florezcan
en los campos de Flandes,
las amapolas.

Aunque se han desarrollado varias leyendas sobre la inspiración del poema, la creencia más común es que McCrae escribió "In Flanders Fields" el 3 de mayo de 1915, el día después de presidir el funeral y el entierro de su amigo, el teniente Alexis Helmer, que había muerto durante la Segunda Batalla de Ypres. El poema fue escrito mientras estaba sentado en la parte trasera de una ambulancia, cerca de un puesto de enfermería avanzado en Essex Farm, justo al norte de Ypres. La amapola, que era una característica central del poema, crecía abundantemente en la deteriorada tierra de los campos de batalla y en los cementerios de Flandes. Un artículo de la Administración de Veteranos de Canadá proporciona esta cuenta:
El día antes de escribir su famoso poema, uno de los amigos más cercanos de McCrae murió en los combates y fue enterrado en una tumba improvisada con una simple cruz de madera. Las amapolas silvestres ya comenzaban a florecer entre las cruces que marcaban las numerosas tumbas.
McCrae desechó el poema, pero fue rescatado por un compañero, que lo envió a la revista Punch, en donde se publicó ese mismo año.
En 1855, el historiador británico lord Macaulay, al escribir sobre el sitio de la batalla de Landen (en la actual Bélgica, cerca de Ypres) en 1693, escribió "El próximo verano la tierra, fecundada por veinte mil cadáveres, estallará en millones de amapolas. El viajero que, en la carretera de Saint Tron de Tirlemont, vea qué gran hoja de rico color escarlata se extiende desde Landen a Neerwinden, difícilmente podría ayudar creyendo que la predicción figurativa del profeta hebreo se había llevado a cabo, literalmente, que la tierra estaba revelando su sangre y se niega a cubrir los muertos ". [cita requerida]

## Legado

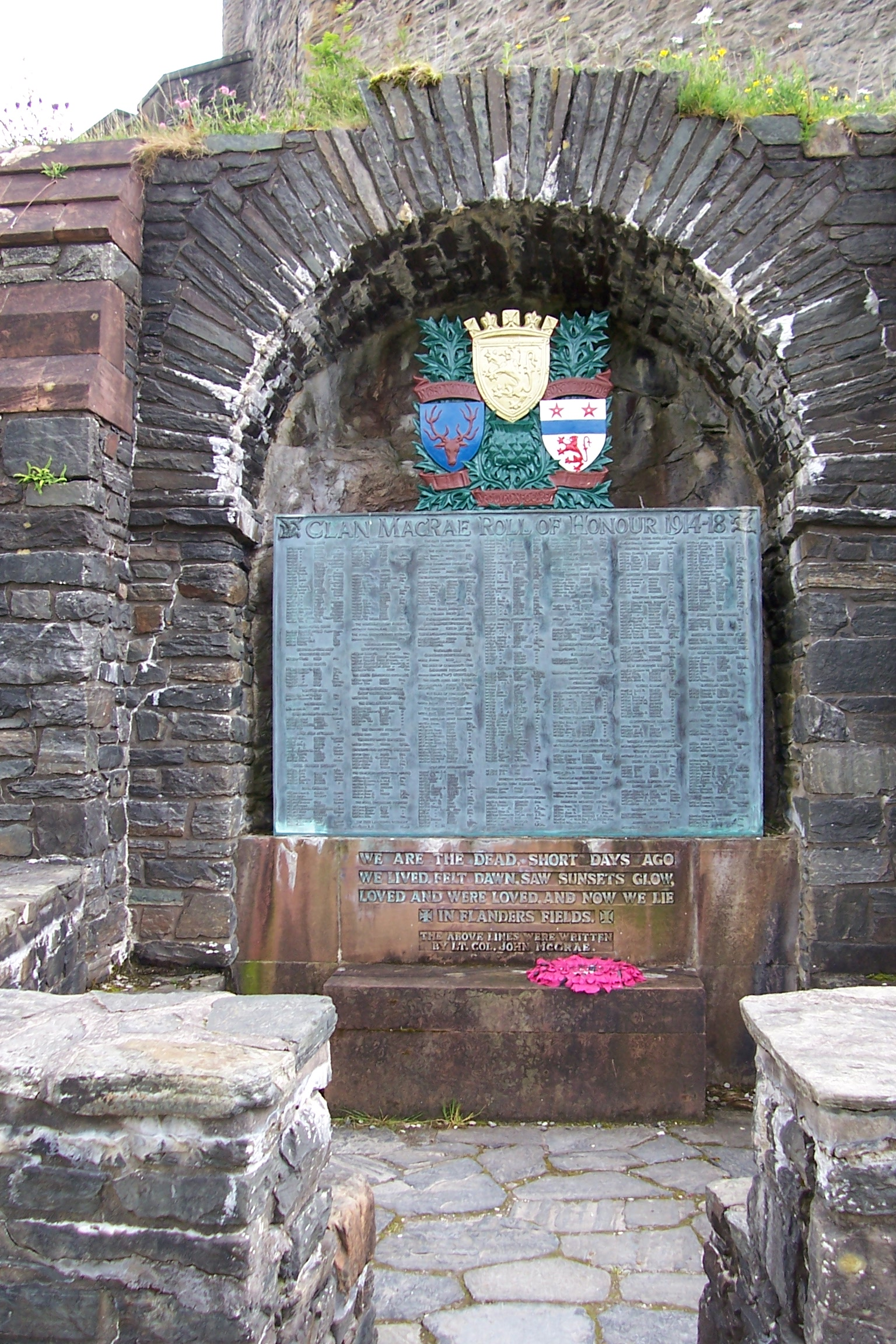
Placa conmemorativa de los muertos del Clan MacRae caídos en la Primera Guerra Mundial. Situado en el casillo de Eilean Donan, en Escocia, en él destaca el texto de En los campos de Flandes.

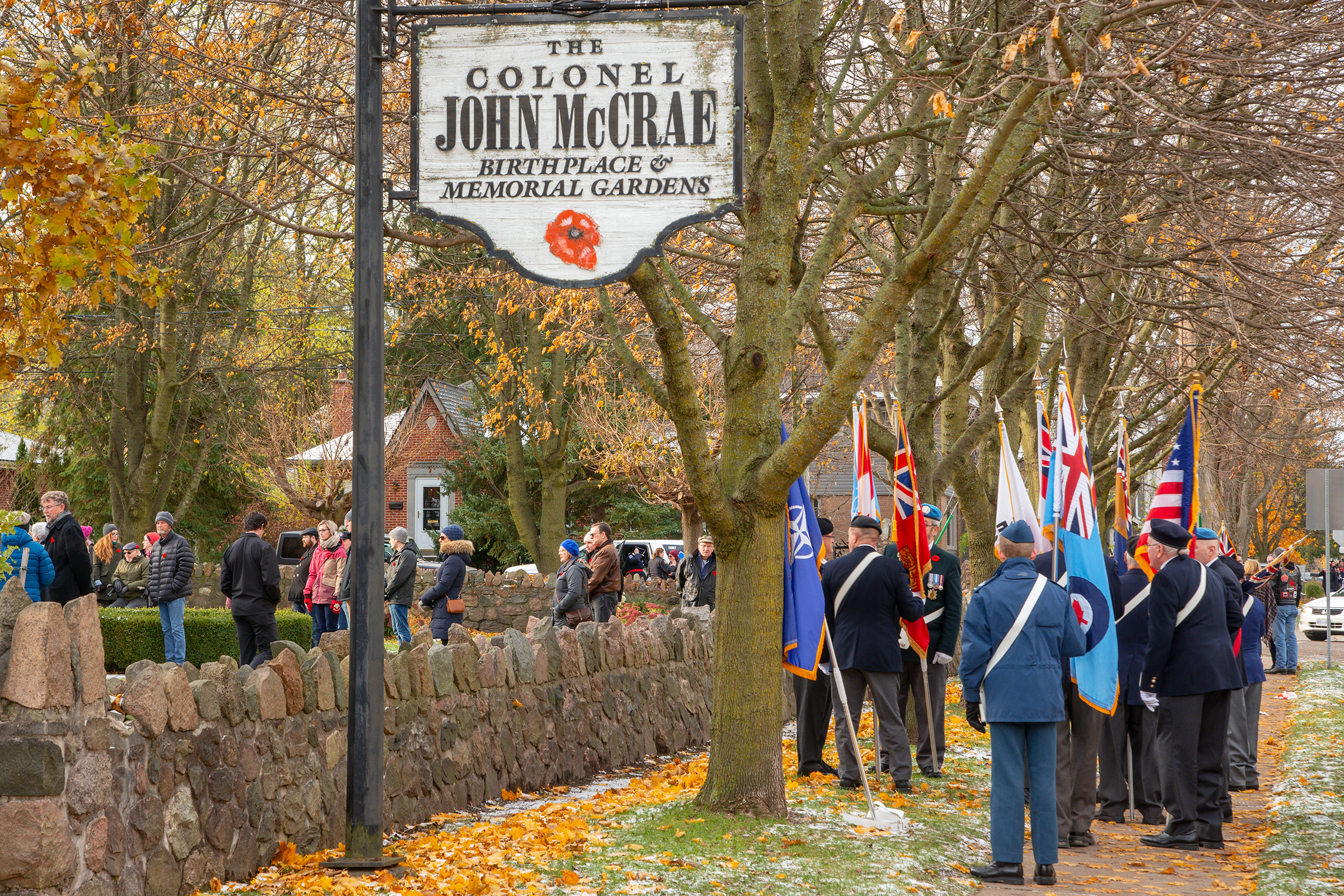
Casa Museo de McCrae en Guelph

McCrae fue designado Persona de Importancia Histórica Nacional en 1946.
McCrae era el tío abuelo del exmiembro del Parlamento de Alberta Miembro del parlamento (Canadá) (MP) David Kilgour y de la hermana de Kilgour Geills Turner, que se casó con el ex primer ministro canadiense John Turner. Marie Christie Geills Kilgour (de soltera McCrae) era la hermana de John McCrae.
En 1918, el teniente John Philip Sousa musicó el poema "En Flanders Fields, las amapolas crecen".
En Guelph se encuentra la McCrae House, un museo creado en su localidad natal.
La Lonja de los Paños de la ciudad de Ypres, en Bélgica, tiene un museo de guerra permanente llamado "In Flanders Fields Museum", en honor al poema de McCrae. También hay una fotografía y un breve memorial biográfico de McCrae en la Iglesia San Jorge de Ypres. En mayo de 2007, para conmemorar los 90 años de la composición de su poema más conocido se organizó una conferencia literaria de dos días.
Varias instituciones han sido bautizadas en honor a McCrae: la Escuela Pública John McCrae de su Guelph natal, la Escuela Pública John McCrae de Markham (Ontario), la John McCrae Senior Public School de Toronto, y la John McCrae Secondary School de Barrhaven, un suburbio de Ottawa.
Una placa conmemorativa de bronce dedicada al teniente coronel John McCrae fue erigida en el Guelph Collegiate Vocational Institute.
El actual Museo canadiense de la guerra tiene una galería para exposiciones especiales, llamada Galería del Teniente Coronel John McCrae.
Mount McCrae, en la Columbia Británica, lleva su nombre.